# NGC 849
NGC 849 (другие обозначения — ESO 478-9, NPM1G −22.0046, PGC 8286) — линзообразная галактика (S0) в созвездии Кита. Открыта Фрэнком Ливенвортом в 1886 году.
Этот объект входит в число перечисленных в оригинальной редакции «Нового общего каталога».
Из-за прецессии координаты объекта изменились на примерно 1,5', однако поблизости от галактики больше ничего нет, поэтому её идентификация не вызывает сомнений.